# جامع حروف

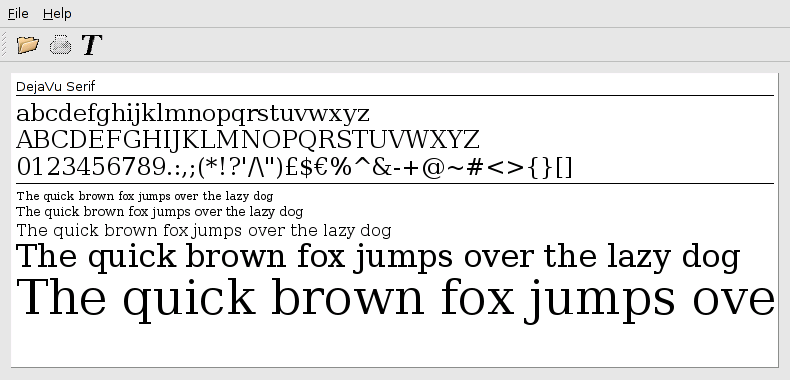

جامع الحروف عند البلغاء يطلق على الكلام المركب من جميع حروف التهجي بدون تكرار أحدها في لفظ واحد، أما في لفظين فهو جائز. ويجوز إطلاقه على ما جمعت فيه حروف التهجي إطلاقا.

## في الطباعة
يستخدم جامع الحروف التالي في التنضيد المطبعي:
«أبجد هوز حطي كلمن سعفص قرشت ثخذ ضظغ». 

## أمثلة
- صف خلق خود كمثل الشمس إذ بزغتيحظى الضجيع بها نجلاء معطار[3]
- اصبر على حفظ خضر واستشر فطنا، وزج همك في بغداذ منثملا (أو «قريب بغداذ» لإضافة القاف)
- هلا سكنت بذي ضغث فقد زعمواشخصت تطلب ظبيا راح مجتازا
- نص حكيم له سر قاطع وذو شأن عظيم مكتوب على ثوب أخضر ومغلف بجلد أزرق